# طراحی سازه‌های بتن مسلح
طراحی سازه‌های بتن مسلح کتابی از شاپور طاحونی است که در سال ۱۳۶۷ منتشر و در مراسم کتاب سال جمهوری اسلامی ایران به‌عنوان کتاب برگزیده معرفی شد.